# Stephanus Han Jung Hyun
Stephanus Han Jung Hyun (* 7. September 1971 in Hongseong-gun, Chungcheongnam-do) ist ein koreanischer römisch-katholischer Geistlicher und Weihbischof in Daejeon.

## Leben
Stephanus Han Jung Hyun studierte nach dem Abschluss der Oberschule von 1990 bis 1996 Philosophie und Theologie am Priesterseminar in Seoul und anschließend bis 1999 am Priesterseminar in Daejeon. Am 21. Februar 2000 empfing er das Sakrament der Priesterweihe für das Bistum Daejeon.
Nach der Priesterweihe war er zunächst als Kaplan tätig und studierte anschließend von 2002 bis 2010 am Päpstlichen Bibelinstitut in Rom, an dem er das Lizenziat in Orientalistik erwarb. Bis 2013 blieb er in Rom als geistlicher Assistent am Kolleg St. Joseph. Nach der Rückkehr in die Heimat war er bis zu seiner Ernennung zum Weihbischof als Pfarrer tätig. Außerdem gehörte er dem Priesterrat an und war von 2015 bis 2019 Generalsekretär der Diözesansynode. Seit 2014 gehörte er der Kommission für die Fortbildung des Klerus an.
Am 28. November 2020 ernannte ihn Papst Franziskus zum Titularbischof von Mozotcori und zum Weihbischof in Daejeon. Der Bischof von Daejeon, Lazarus You Heung-sik, spendete ihm am 25. Januar des folgenden Jahres die Bischofsweihe. Mitkonsekratoren waren der Erzbischof von Seoul, Andrew Kardinal Yeom Soo-jung, und der Bischof von Suwon, Mathias Ri Iong-hoon.